# Эсгерабад
Эсгераба́д (перс. اصغراباد‎) — небольшой город в центральном Иране, в провинции Исфахан. Входит в состав шахрестана  Хомейнишехр. По данным переписи, на 2006 год население составляло 5 682 человека.

## География
Город находится в южной части Исфахана, в гористой местности, на высоте 1604 метров над уровнем моря.
Эсгерабад расположен на расстоянии приблизительно 12 километров к западу от Исфахана, административного центра провинции и на расстоянии 330 километров к югу от Тегерана, столицы страны. Ближайший аэропорт расположен в городе Исфахан.